# Nereju
Nereju là một xã thuộc hạt Vrancea, România. Dân số thời điểm năm 2002 là 4218 người.